# Chiloloba
Chiloloba is een geslacht van kevers uit de familie bladsprietkevers (Scarabaeidae). Het geslacht werd voor het eerst wetenschappelijk beschreven in 1842 door Burmeister.

## Soorten
- Chiloloba acuta (Wiedemann, 1823)